# Manoleasa
Manoleasa is een Roemeense gemeente in het district Botoșani.
Manoleasa telt 3669 inwoners.